# Bahnstrecke Weilmünster–Laubuseschbach
| Streckennummer (DB): | 3713                          |                          |                        |
| Kursbuchstrecke (DB): | 172c (1934) 196c (1944, 1946) |                          |                        |
| Streckenlänge: | 5,22 km                       |                          |                        |
| Spurweite: | 1435 mm (Normalspur)          |                          |                        |
| |                               |                          |                        |
| \| \| \| von Weilburg \| \| \| \| 0,00 \| Weilmünster (Oberlahnkr) \| 177,30 m \| \| \| \| nach Grävenwiesbach \| \| \| \| 2,15 \| Rohnstadt (Oberlahnkr) \| Rohnstadt (Oberlahnkr) \| \| \| 5,22 \| Laubuseschbach \| 256,37 m \| \| \| \| \| \| \| Quellen: [1] \| \| \| \| |                               |                          |                        |
| Strecke (außer Betrieb) |                               | von Weilburg             | von Weilburg           |
| Bahnhof (Strecke außer Betrieb) | 0,00                          | Weilmünster (Oberlahnkr) | 177,30 m               |
| Abzweig geradeaus und nach links (Strecke außer Betrieb) |                               | nach Grävenwiesbach      | nach Grävenwiesbach    |
| Haltepunkt / Haltestelle (Strecke außer Betrieb) | 2,15                          | Rohnstadt (Oberlahnkr)   | Rohnstadt (Oberlahnkr) |
| Kopfbahnhof Streckenende (Strecke außer Betrieb) | 5,22                          | Laubuseschbach           | 256,37 m               |
| |                               |                          |                        |
| Quellen: |                               |                          |                        |

Die Bahnstrecke Weilmünster–Laubuseschbach war eine Nebenbahn in Hessen. Sie zweigte in Weilmünster von der Bahnstrecke Weilburg–Grävenwiesbach ab und führte über Rohnstadt (Oberlahnkr) nach Laubuseschbach. Hierbei folgte sie dem Bleidenbach.

## Geschichte
Nachdem Weilmünster bereits ab 1. November 1891 Eisenbahnanschluss von Weilburg her hatte, ging im Anschluss daran am 15. Mai 1892 die Strecke nach Laubuseschbach in Betrieb. Eine geplante Verlängerung durch das Laubusbachtal über Wolfenhausen, Münster und Weyer mit Anschluss an die Main-Lahn-Bahn und sogar darüber hinaus bis nach Kirberg kam durch den Ersten Weltkrieg und das damit verbundene Grubensterben nicht mehr zur Ausführung. Zum Winterfahrplan vom 2. Oktober 1955 wurde der Personenverkehr nach Laubuseschbach komplett eingestellt, der Güterverkehr folgte zum 28. September 1968.